# SIGUSR1 и SIGUSR2
В POSIX-системах, SIGUSR1 и SIGUSR2 — пользовательские сигналы, которые могут быть использованы для межпроцессной синхронизации и управления.
SIGUSR1 и SIGUSR2 — целочисленные константы, определенные в заголовочном файле signal.h. Символьные имена сигналов используются вместо номеров, так как в разных реализациях номера сигналов могут различаться.

## Этимология
SIG — общий префикс сигналов (от англ. signal), USR — сокращенное написание англ. user-defined — определяемый пользователем.

## Использование
SIGUSR1 и SIGUSR2 могут быть использованы программой для произвольных нужд, например для межпроцессной (или межпоточной) синхронизации, управления фоновыми процессами (демонами) и т. п. По умолчанию, сигналы SIGUSR1 и SIGUSR2 завершают выполнение процесса.
Ранние разработки системы сигналов не имели пользовательских сигналов, поэтому для управления демонами (для их реинициализации) традиционно используется сигнал SIGHUP.